# Lepidonopsis humilis
Lepidonopsis humilis är en ringmaskart som först beskrevs av Augener 1922.  Lepidonopsis humilis ingår i släktet Lepidonopsis och familjen Polynoidae. Inga underarter finns listade i Catalogue of Life.